# Brodniczka (województwo wielkopolskie)
Brodniczka – wieś w Polsce położona w województwie wielkopolskim, w powiecie śremskim, w gminie Brodnica.
W latach 1975–1998 miejscowość administracyjnie należała do województwa poznańskiego.
Wieś położona na północ od Brodnicy przy drodze powiatowej nr 4061 z Żabna do Ludwikowa.
Przez wieś przebiega   czerwony szlak pieszy z Żabna do Rezerwatu Krajkowo i Drużyny.